# Farsta strand
Farsta strand is een satellietstad in het zuiden van de gemeente Stockholm. Eind 2012 woonden er 5420 mensen In 1901 ging er een treinstation open dat tot 1989 de naam Södertörns villastad droeg. In 1971 werd er 200 meter naast het treinstation ook een metrostation geopend met de naam Farsta strand, dat tevens het metrostation van de metrolijn T18 is.

## Foto's

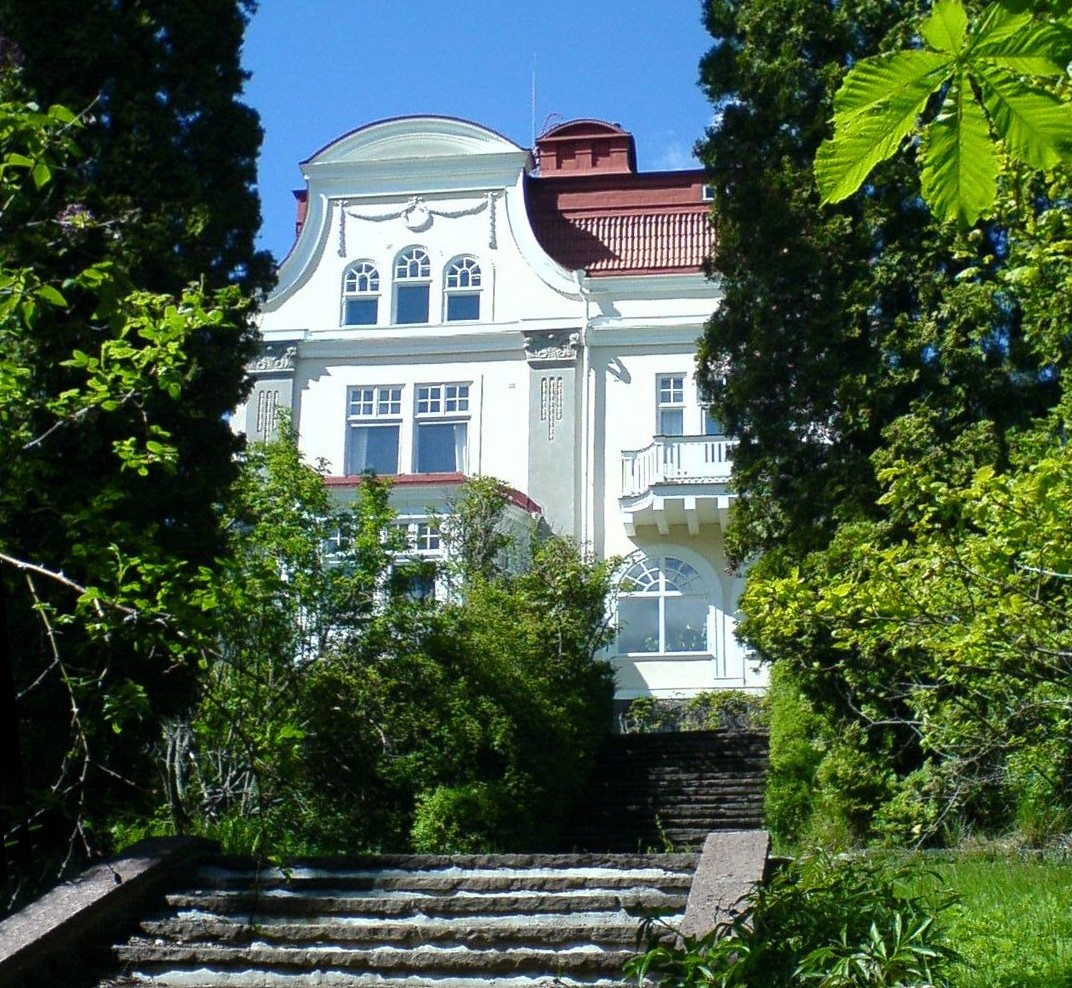
Villa